# Deutsches Musikinformationszentrum

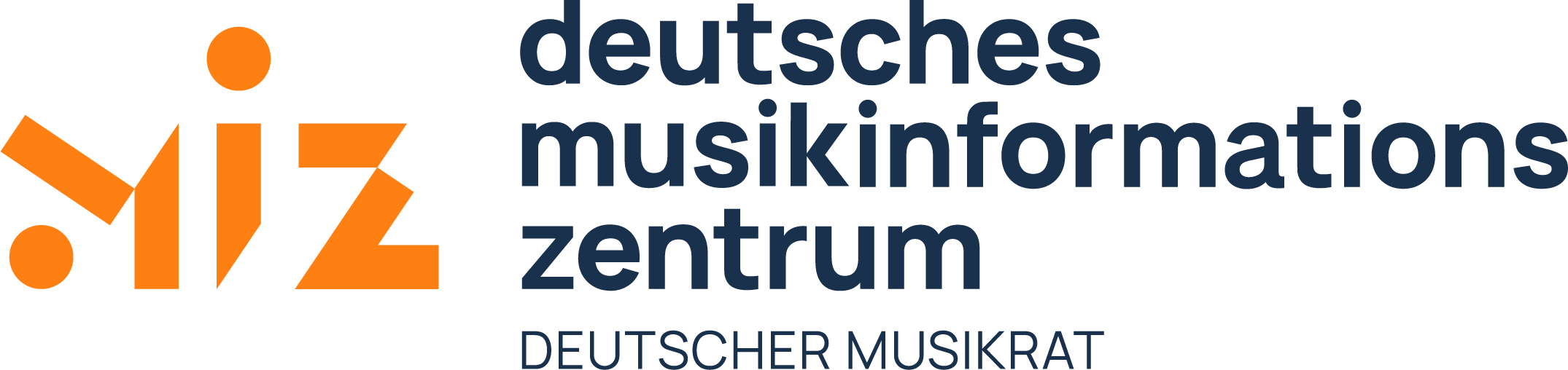
Logo des Deutschen Musikinformationszentrums

Das Deutsche Musikinformationszentrum (miz) ist die Informations- und Dokumentationseinrichtung des Deutschen Musikrats. Es informiert über die Strukturen, Aufgaben und Entwicklungen des Musiklebens in Deutschland. Dafür stellt es Statistiken, Strukturdaten und Hintergrundinformationen bereit und bietet Orientierung über aktuelle Fördermöglichkeiten, Fachveranstaltungen sowie Fort- und Weiterbildungsangebote im Bereich Musik.

## Organisation
Das Deutsche Musikinformationszentrum (miz) ist Teil der Deutscher Musikrat gGmbH mit Sitz in Bonn. Alleiniger Gesellschafter der gGmbH ist der Deutsche Musikrat e. V. mit Sitz in Berlin. Der eingetragene Verein und die gGmbH bilden zusammen den Deutschen Musikrat.
Das miz wird gefördert durch die Beauftragte der Bundesregierung für Kultur und Medien (BKM), durch die Kulturstiftung der Länder, die Stadt Bonn sowie von privater Seite durch die Gesellschaft zur Verwertung von Leistungsschutzrechten (GVL). Privater Sponsor ist der Musikverlag Hal Leonard Europe.

## Aufgaben und Informationsbestand
Als Informations- und Dokumentationseinrichtung des Deutschen Musikrats bündelt das Deutsche Musikinformationszentrum (miz) Daten und Fakten zum Musikleben in Deutschland auf breiter Basis. Das Spektrum reicht von der musikalischen Bildung und Ausbildung über das Laienmusizieren, die professionelle Musikausübung und das Veranstaltungswesen bis hin zu Medien und Musikwirtschaft. Damit verfolgt es das Ziel, eine Orientierung über die weit verzweigte und vielfältige Musiklandschaft in Deutschland zu bieten.
Zentrale Aufgabenbereiche sind:
- Beschreibung der Institutionen des Musiklebens, darunter Ensembles, Verbände, Orchester, Musiktheater, Fördereinrichtungen und Musikfestivals mit Angaben zu Aufgaben, Tätigkeiten, Leitungsstrukturen und Kontaktdaten,
- Auswertung und Aufbereitung von musikbezogenen Statistiken verschiedener Quellen, darunter Musikverbände, Forschungseinrichtungen und amtliche Stellen,
- Publikation von Fachbeiträgen, u. a. zu den Themen musikalische Bildung und Ausbildung, Orchester und Musiktheater, freie Ensembles, Musik in der Kirche, Jazz, Weltmusik und Pop sowie Musikwirtschaft und Medien,
- Präsentation von Strukturdaten in Form von topografischen Darstellungen, u. a. zu Ausbildungsstätten, Musiktheatern und Musikinstrumentenbau,
- Sammlung von kulturpolitischen Dokumenten sowie Veröffentlichung tagesaktueller Nachrichten aus Kulturpolitik und Musikleben,
- Informationen über bundes- und landesweit ausgeschriebene Musikwettbewerbe, Musikpreise und Stipendien sowie musikalische Fort- und Weiterbildungsangebote.[4]

Darüber hinaus gibt das miz eigene Studien zu ausgewählten Themen des Musiklebens heraus, so zur Geschlechterverteilung in deutschen Berufsorchestern, zum Amateurmusizieren in Deutschland, zu Infrastruktur und Nutzergruppen öffentlicher Musikschulen sowie zu wirtschaftlicher Lage und Berufsbiografien von Berufsmusizierenden. Regelmäßig stellt das miz auch aktuelle Themen in gesonderten Schwerpunkten dar, darunter 2022 "Zukunftsmusik Klimaschutz". Darüber hinaus tritt das miz mit Printpublikationen in Erscheinung, darunter das Kompendium „Musikleben in Deutschland“, das auch in einer englischen Übersetzung erschien, sowie die Infografik-Reihe „Musikleben in Zahlen“.
Zur Wahrung seiner Aufgaben arbeitet das miz eng mit dem Netzwerk des Deutschen Musikrats zusammen.

## Geschichte
Das Deutsche Musikinformationszentrum (miz) wurde 1997 unter dem Dach des Deutschen Musikrats gegründet. Am 26. Februar 1998 erfolgte die offizielle Eröffnung im Bonner Haus der Kultur. Die neue Institution übernahm u. a. die Redaktion des Musik-Almanach, den der Deutsche Musikrat seit 1986 herausgab. Der Musik-Almanach verzeichnete die Institutionen des Musiklebens in Deutschland (Verbände, Musiktheater, Orchester etc.) und stellte alle Einrichtungen mit Basisinformationen und Kontaktdaten vor. 2007 erschien der Musik-Almanach in der siebten Auflage und zum letzten Mal in gedruckter Form. Seitdem werden die Daten ausschließlich online in der Institutionendatenbank auf der Website des MIZ veröffentlicht.
Neben der Fortschreibung der Institutionendatenbank wurden dem miz bei seiner Gründung zahlreiche weitere Aufgaben übertragen, die darauf abzielten, das Musikleben als Ganzes in den Blick zu nehmen. Dazu zählte u. a. die Veröffentlichung von Statistiken, die Bereitstellung von Hintergrundinformationen zu verschiedenen Bereichen des Musiklebens und die Zusammenstellung von Angeboten zur Musikalischen Fort- und Weiterbildung. Diese Angebote sind seither kontinuierlich ausgebaut worden.

## Beirat
Die Arbeit des miz wurde seit seiner Gründung durch einen Beirat begleitet, dem Vertreter aus Fachverbänden, Bildungs-, Ausbildungs- und Fördereinrichtungen sowie Dokumentationseinrichtungen, Wissenschaft, Politik und Wirtschaft angehören. Erster Beiratsvorsitzender wurde 1997 der damalige Vorstand der Stiftung Deutsches Rundfunkarchiv Frankfurt/Main und Potsdam-Babelsberg, Joachim-Felix Leonhard. 2020 übernahm Robert von Zahn, Generalsekretär des Landesmusikrats Nordrhein-Westfalen, das Amt.

## Internationale Kontakte
Das miz ist Mitglied der internationalen Vereinigung der Musikinformationszentren The International Association of Music Information Centres (IAMIC). Seit 2024 ist miz-Leiter Stephan Schulmeistrat Präsident der IAMIC.